# 長田哲征
長田 哲征（ながた てつゆき、1970年9月1日 - ）は、日本の現代美術・現代アート分野のプロデューサー、アートディレクター、キュレーター。横浜市出身。

## 経歴
1970年、横浜・本牧生まれ。多摩美術大学建築科卒。建築設計事務所、現代美術企画会社勤務、渡米などを経て、ナンジョウアンドアソシエイツ 代表取締役社長/ディレクター（2002年～2008年）、オフソサエティ株式会社 代表取締役/ディレクター（2009年～）、YCC ヨコハマ創造都市センター館長（2015年～2020年）。十和田市現代美術館の全体監修・計画策定・キュレーション、六本木ヒルズ パブリックアートのプロジェクトマネージメント、YCC TemporaryやRED ROOMなどのYCC ヨコハマ創造都市センターでの現代アートプログラムの企画など、現代美術分野において、美術館整備計画や芸術文化施設の計画、展覧会・アートプロジェクトの企画・キュレーション、パブリックアート計画などを手掛ける。

## 主なプロジェクト
- アーツトワダ・十和田市現代美術館 全体監修・計画策定[2]（青森県十和田市、2002～2008年）
- 六本木ヒルズ パブリックアート プロジェクトマネージメント（東京、2003年）
- アートヴィレッジ大崎 パブリックアート（東京、2006年）
- ちよだアートスクエア構想 計画策定・運営委員（現3331 Arts Chiyoda、千代田区、2007年～）
- 太田市美術館・図書館 運営委員・アドバイザー（2013～2014年）
- YCC ヨコハマ創造都市センター 運営計画・施設運営（横浜市、2015～2020年）
- 八戸市美術館 管理運営計画（青森県八戸市、2017～2022年）
- YCC Temporary[3]（展覧会、横浜、2017～2020年）
- RED ROOM[4]（アートプロジェクト、横浜、2017～2019年）
- JICA横浜（国際協力機構 横浜センター） リニューアル（横浜、2021年）
- EXHIBITION 崖と階段[5]（展覧会、横浜、2021年）
- EXHIBITION それは、たぶん、わたし。[6]（展覧会、横浜、2022年）